# 虞振镛
虞振镛（1889年2月9日—1962年11月13日），浙江慈溪人。中国畜牧兽医学家、农业教育家。

## 生平
1907年，虞振镛考入上海圣约翰大学。1911年，到美国伊利诺伊大学学习畜牧学，获农艺学学士学位。后入美国康奈尔大学研究生院，获理学硕士学位。
1915年，虞振镛回国受聘于清华学校，负责主讲生物学等课程，并兼任农场主任。1921年，清华学校进行学科设置改革，虞振镛负责筹建农科，并担任农学系教授兼主任。1928年，清华学校改名为国立清华大学，以理工科为主，取消农科，虞振镛被北平大学农学院聘请为教授兼农场主任。1931年，虞振镛出任北平大学农学院代理院长。1932年初，虞振镛就职于中国华洋义赈救灾总会。1933年，任华洋义赈会绥远民生渠水利委员会委员兼总干事。1934年，返回北平任国立北平大学农学院教授兼农艺系主任，并开始整顿畜牧场。1936年，虞振镛任国民政府实业部渔牧司司长兼种畜场场长。1937年至1945年，先后担任贵州省农业改进所所长兼畜牧兽医系主任，贵州省建设厅技正、主任技正等职。抗日战争结束后，先后担任农林部渔牧司司长、畜牧司司长。1949年6月，虞振镛任浙江大学农学院教授。1949年8月，浙江大学农学院成立畜牧善医系，虞振镛兼任系主任。1952年至1958年，任南京农学院畜牧兽医系教授。
1962年11月13日，虞振镛去世，享年73岁。